# 汀九

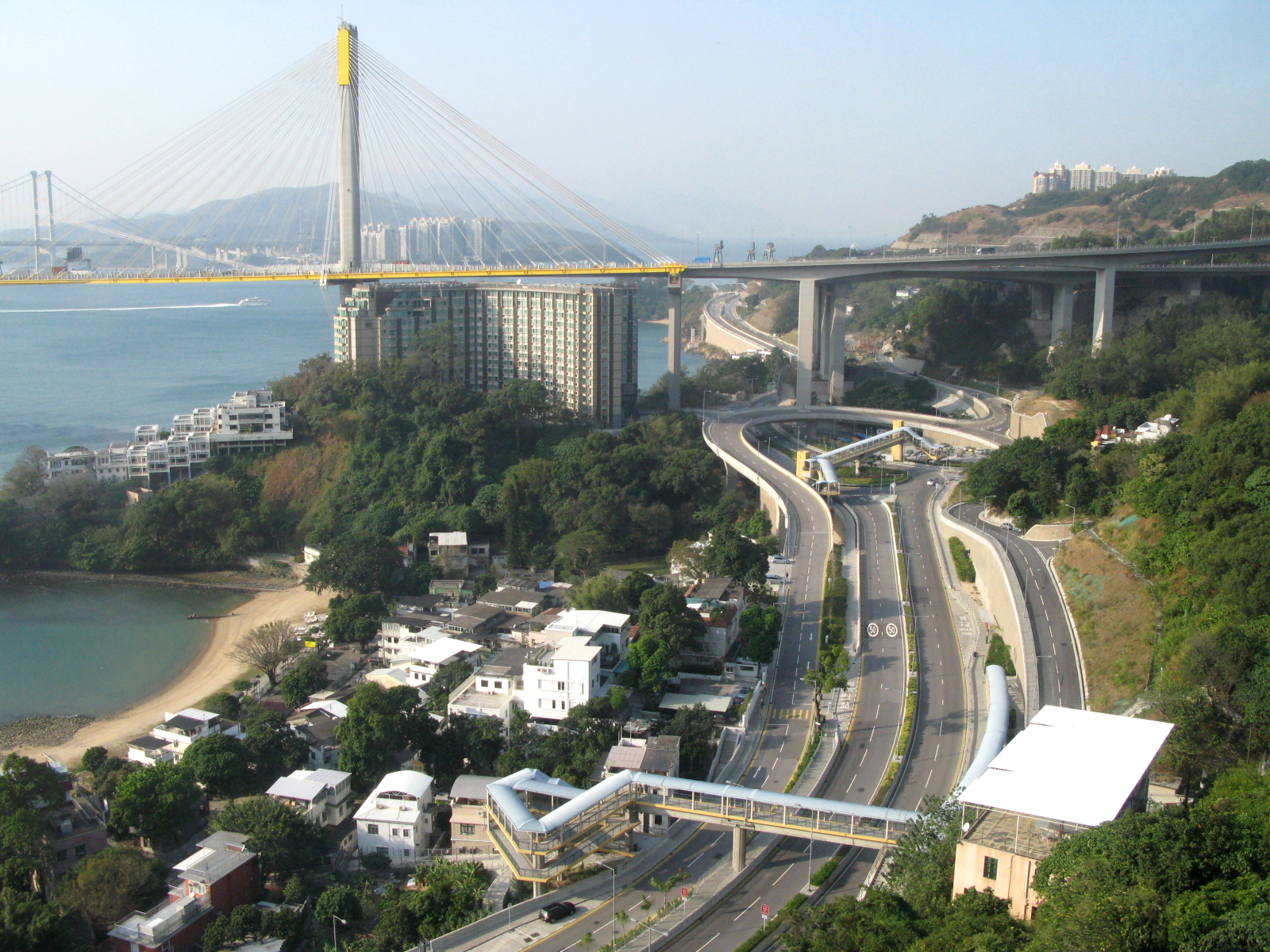
汀九灣(2008年)

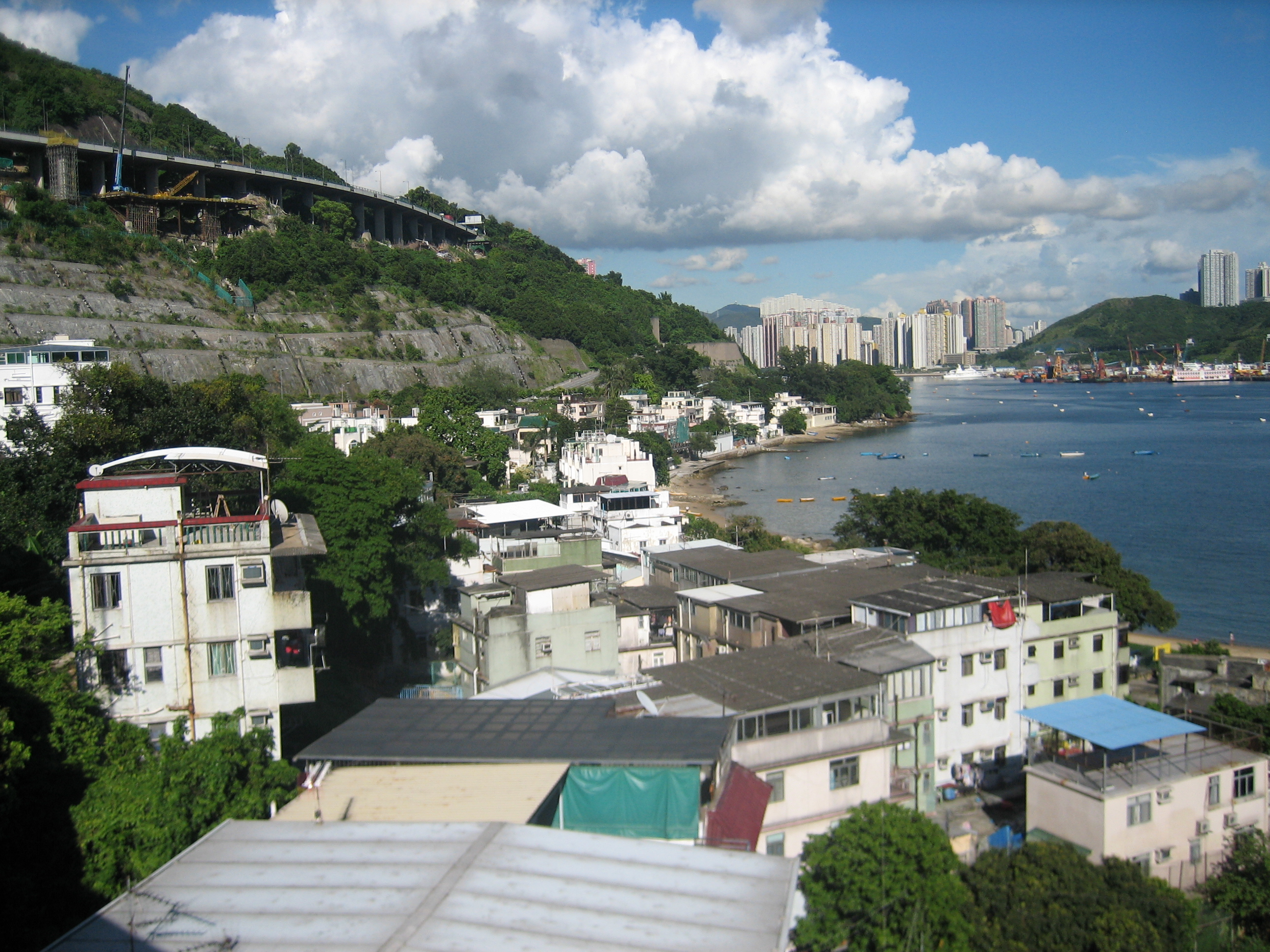
汀九村

汀九 （英語：Ting Kau），是香港新界西部的一個地方，位於油柑頭與深井之間，地區行政屬於荃灣區，亦是汀九村之所在。以青山公路汀九段貫通其中，沿線有不少海灘，因此汀九曾經是游泳勝地，不過九十年代這些海灘受到污水及機場核心發展計劃的污染而封閉，但隨着水質改善計劃，已於2011-2014年陸續重開。值得一提，法例規定於都會區下荃灣海岸線以汀九橋以東為界線的維港範圍內不准游泳條款中，〔目前香港法例第313章附屬法例《船舶及港口管理規例》下，未經海事處處長批准，任何人均不得在維港游泳〕。雖然汀九對上的山頭有具規模的屯門公路及汀九橋，但並沒有支路連接汀九。早於四十五十年代曾與深井發展成豪宅區，當中包括紅樓。雖然發展不及都會區，但其位於香港範圍的中心點，及相對其他地區比較鄰近機場及青馬大橋，所以近年與深井及油柑頭一帶成為再度受注視的豪宅區。
汀九是新界的士的經營範圍界線，新界的士不能駛往汀九交匯處以東的青山公路－新汀九段。

## 酒店
- 帝景酒店

## 展覽中心
- 機場核心計劃展覽中心(位於青山公路汀九段401號麗都灣及雙仙灣之間）

## 高級住宅/別墅
- 嘉御龍庭
- 明苑小築
- 海濤花園
- 星悅海灣
- 觀海別墅
- 黃金花園
- 蓬萊別墅
- 紅屋

## 海灘
- 近水灣
- 汀九灣
- 麗都灣
- 更生灣
- 海美灣
- 雙仙灣

## 區議會議席分佈
為方便比較，以下列表以青山公路汀九段沿線地區為範圍。
| 年度/範圍          | 2000-2003      | 2004-2007      | 2008-2011                | 2012-2015                | 2016-2019                | 2020-2023                |
| ------------------ | -------------- | -------------- | ------------------------ | ------------------------ | ------------------------ | ------------------------ |
| 青山公路汀九段沿線 | 荃灣郊區東選區 | 荃灣郊區東選區 | 分散在麗濤選區及麗興選區 | 分散在麗濤選區及麗興選區 | 分散在麗濤選區及汀深選區 | 分散在麗濤選區及汀深選區 |

註：以上主要範圍尚有其他細微調整（包括編號），請參閱有關區議會選舉選區分界地圖及條目。

## 外部連結
- 汀九灣地圖 （页面存档备份，存于）